# 第2施設団
第2施設団（だいにしせつだん、英語: JGSDF 2nd Engineer Brigade）は、陸上自衛隊船岡駐屯地（宮城県柴田郡柴田町）に団本部が駐屯する東北方面隊直轄の施設科部隊で各方面隊にある施設団のひとつである。

## 概説
東北方面隊最大の施設科部隊であり、施設団長は陸将補（二）をもって充てられ、船岡駐屯地司令を兼務する。2個の施設群と直轄の部隊からなり東北方面隊各部隊に対する施設作業支援や災害派遣を任務とするほか国際貢献活動および民生協力を行う。

## 沿革
- 1961年（昭和36年） 8月17日：第2施設団が仙台駐屯地において編成完結。

※編成　団本部、本部付隊、第103建設大隊（船岡駐屯地）、第105施設大隊（福島駐屯地）、第309地区施設隊（岩手駐屯地）、第310地区施設隊（秋田駐屯地）
- 1963年（昭和38年）
  - 8月10日：第302ダンプ車両中隊が朝霞駐屯地から福島駐屯地に移駐。
  - 8月15日：第2施設団本部が仙台駐屯地から船岡駐屯地に移駐。
- 1974年（昭和49年）3月26日：団改編（建設大隊および施設大隊を廃止し、施設群を新編）。

1. 第103建設大隊を基幹として第10施設群を船岡駐屯地に新編し、第309地区施設隊（岩手駐屯地）を編合。
2. 第105施設大隊を基幹として第11施設群を福島駐屯地に新編し、第310地区施設隊（秋田駐屯地）を編合。
3. 第104施設器材隊を船岡駐屯地に新編。

- 1983年（昭和58年）3月28日：団改編。第10施設群第312ダンプ車両中隊が第2施設団直轄となる。
- 1989年（平成元年）3月24日：団改編（地区施設隊を廃止し、施設中隊に改編）。

1. 第309地区施設隊（岩手駐屯地）を廃止・改編し、第346施設中隊を岩手駐屯地に新編。第10施設群に編合。
2. 第310地区施設隊（秋田駐屯地）を廃止・改編し、第347施設中隊を秋田駐屯地に新編。第11施設群に編合。

- 1998年（平成10年）3月26日： 第10施設群改編。

1. 第303坑道中隊および第301水際障害中隊を船岡駐屯地に新編。
2. 第328施設中隊（船岡駐屯地）を廃止。

- 1999年（平成11年）3月29日：第11施設群改編[1]。

1. 施設中隊を機能別中隊に改編。
2. 第311施設器材中隊（福島駐屯地）を廃止。

- 2006年（平成18年）3月27日：団改編。

1. 第11施設群を改編。
2. 後方支援体制変換に伴い、整備部門を東北方面後方支援隊第105施設直接支援大隊に移管。

- 2010年（平成22年）3月26日：第10施設群改編。

1. 施設中隊を機能別中隊に改編。
2. 第304施設器材中隊および第303坑道中隊（船岡駐屯地）を廃止。

- 2017年（平成29年）3月27日：第301水際障害中隊（船岡駐屯地）が第2施設団直轄となる[2]。

- 2018年（平成30年）3月27日：部隊改編。

1. 第385施設中隊「障害」（船岡駐屯地）を廃止し、第10施設群が3個施設中隊基幹に縮小改編。
2. 第378施設中隊「障害」（福島駐屯地）を廃止し、第11施設群が3個施設中隊基幹に縮小改編。

- 2025年（令和07年）3月24日：施設中隊「機動支援」の廃止。

1. 第386施設中隊「機動支援」（船岡駐屯地）を廃止し[3]、第10施設群が2個施設中隊基幹に縮小改編。
2. 第356施設中隊「機動支援」（福島駐屯地）を廃止し[4][5]、第11施設群が2個施設中隊基幹に縮小改編。

## 編成・駐屯地
編成
- 第2施設団本部
- 第2施設団本部付隊「2施団-本」
  - 隊本部
  - 通信班
  - 偵察班
  - 団本部班
- 第10施設群
  - 第10施設群本部
  - 本部管理中隊「10施群-本」
  - 第384施設中隊「384施」（築城・障害）
  - 第387施設中隊「387施」（交通）
- 第11施設群
  - 第11施設群本部
  - 本部管理中隊「11施群-本」
  - 第357施設中隊「357施」（交通）
  - 第377施設中隊「377施」（築城・障害）
- 第104施設器材隊
  - 第104施設器材隊本部
  - 第104施設器材隊本部付隊「104施器-本」
  - 架橋中隊「104施器-架」
  - 特殊器材中隊 「104施器-特」
- 第312ダンプ車両中隊「312ダンプ」
- 第301水際障害中隊「301水」

駐屯地
- 船岡駐屯地
  - 第2施設団本部および団本部付隊
  - 第10施設群
  - 第104施設器材隊
  - 第312ダンプ車両中隊
  - 第301水際障害中隊
- 岩手駐屯地（岩手県滝沢市）
  -  第10施設群（第387施設中隊）
- 福島駐屯地（福島県福島市）
  - 第11施設群
- 秋田駐屯地（秋田県秋田市）
  -  第11施設群（第357施設中隊）

## 整備支援部隊
- 東北方面後方支援隊第105施設直接支援大隊「105施直支」（船岡駐屯地）：2006年（平成18年）3月27日から
  - 第1直接支援中隊「105施直支-1」（船岡駐屯地）：第10施設群を支援
    - 岩手派遣隊（岩手駐屯地）：第387施設中隊を支援

  - 第2直接支援中隊「105施直支-2」（福島駐屯地）：第11施設群を支援
    - 秋田派遣隊（秋田駐屯地）：第357施設中隊を支援

  - 整備隊「105施直支-整」：主に第2施設団本部や第104施設器材隊の整備支援

## 主要幹部
| 官職名                        | 階級    | 氏名     | 補職発令日     | 前職                           |
| ----------------------------- | ------- | -------- | -------------- | ------------------------------ |
| 第2施設団長 兼 船岡駐屯地司令 | 陸将補  | 野村和弘 | 2024年12月20日 | 東部方面総監部防衛部長         |
| 副団長                        | 1等陸佐 | 藤田宗徳 | 2023年12月22日 | 第13施設群長 兼 幌別駐屯地司令 |
| 高級幕僚                      | 2等陸佐 | 森文貴   | 2024年12月20日 | 中部方面総監部総務部広報室長   |

| 代 | 氏名                 | 在任期間                        | 出身校・期              | 前職                                                                 | 後職                                                          |
| -- | -------------------- | ------------------------------- | ----------------------- | -------------------------------------------------------------------- | ------------------------------------------------------------- |
| 01 | 武田久市 （1等陸佐） | 1961年08月17日 - 1963年07月31日 | 陸士45期                | 北部方面総監部施設課長 →1961年7月17日 東北方面総監部付               | 陸上自衛隊施設補給処長 兼 古河駐屯地司令                      |
| 02 | 吉武敏一             | 1963年08月01日 - 1966年07月15日 | 陸士49期・ 陸大59期     | 防衛大学校教授 →1962年8月1日 陸上幕僚監部付 →1966年7月1日 陸将補昇任 | 陸上自衛隊施設学校長 兼 勝田駐屯地司令                        |
| 03 | 近藤又一郎           | 1966年07月16日 - 1969年07月15日 | 陸士50期                | 第1施設団副団長 →1969年1月1日 陸将補昇任                             | 第1施設団長 兼 朝霞駐屯地司令                                 |
| 04 | 一木千秋 （1等陸佐） | 1969年07月16日 - 1971年07月15日 | 陸士53期                | 東北方面総監部第4部長                                                | 東北方面総監部総務課勤務 →1972年3月8日 停年退官（陸将補昇任） |
| 05 | 山家厚生 （1等陸佐） | 1971年07月16日 - 1973年03月15日 | 陸士55期                | 陸上自衛隊施設学校教育部長                                           | 自衛隊京都地方連絡部長                                        |
| 06 | 藤井寛元             | 1973年03月16日 - 1974年03月15日 | 東京帝国大学 昭和19年卒 | 陸上幕僚監部第4部副部長                                              | 陸上自衛隊施設学校長 兼 勝田駐屯地司令                        |
| 07 | 吉川隆夫 （1等陸佐） | 1974年03月16日 - 1975年03月16日 | 陸士55期                | 陸上自衛隊施設学校副校長 兼 企画室長                                 | 第1施設団付 →1975年7月1日 退職（陸将補昇任）                  |
| 08 | 山本嘉人             | 1975年03月17日 - 1977年03月15日 | 陸士56期                | 陸上自衛隊施設補給処副処長 →1975年7月1日 陸将補昇任                  | 陸上自衛隊施設補給処付 →1977年7月1日 退職                     |
| 09 | 石橋美樹 （1等陸佐） | 1977年03月16日 - 1979年03月15日 | 陸航士59期              | 陸上幕僚監部施設課総括班長                                           | 第3施設団長 兼 南恵庭駐とん地司令                             |
| 10 | 中島常一             | 1979年03月16日 - 1980年07月31日 | 4期幹候                 | 陸上自衛隊施設学校教育部長                                           | 第3施設団長 兼 南恵庭駐とん地司令                             |
| 11 | 三島正治             | 1980年08月01日 - 1982年03月15日 | 関西学院大学 昭和30年卒 | 陸上幕僚監部調査部調査第1課長 →1981年7月1日 陸将補昇任               | 第1施設団長 兼 朝霞駐屯地司令                                 |
| 12 | 松嵜遠美 （1等陸佐） | 1982年03月16日 - 1983年03月15日 | 山口大学 昭和28年卒     | 陸上自衛隊施設学校研究部長                                           | 陸上自衛隊施設補給処長 兼 古河駐屯地司令                      |
| 13 | 大橋丈夫             | 1983年03月16日 - 1984年06月30日 | 防大1期                 | 陸上幕僚監部人事部人事計画課長 →1983年7月1日 陸将補昇任              | 陸上幕僚監部監理部長                                          |
| 14 | 志方俊之             | 1984年07月01日 - 1985年06月30日 | 防大2期                 | 在米国防衛駐在官 →1984.6.22 陸上幕僚監部調査部付                     | 陸上幕僚監部人事部長                                          |
| 15 | 牧田直義             | 1985年07月01日 - 1988年03月15日 | 防大3期                 | 第2師団司令部幕僚長 →1986年7月1日 陸将補昇任                         | 第10師団副師団長 守山駐屯地司令                               |
| 16 | 松原健一             | 1988年03月16日 - 1990年03月15日 | 防大5期                 | 北部方面総監部幕僚副長                                               | 陸上自衛隊北海道地区補給処長 兼 島松駐屯地司令                |
| 17 | 長江光一             | 1990年03月16日 - 1992年03月15日 | 防大3期                 | 陸上自衛隊施設補給処長 兼 古河駐屯地司令                             | 陸上幕僚監部付 →1992年4月1日 退職                             |
| 18 | 平崎憲昭             | 1992年03月16日 - 1994年06月30日 | 防大5期                 | 陸上幕僚監部装備部施設課長 →1992年7月1日 陸将補昇任                  | 退職                                                          |
| 19 | 森勝信               | 1994年07月01日 - 1996年06月30日 | 防大9期                 | 第1師団司令部幕僚長 →1995年6月30日 陸将補昇任                        | 第11師団副師団長 兼 真駒内駐屯地司令                          |
| 20 | 野村昭嘉             | 1996年07月01日 - 1998年12月15日 | 防大11期                | 陸上幕僚監部装備部施設課長 →1997年7月1日 陸将補昇任                  | 調達実施本部副本部長 （調達管理第二担当）                     |
| 21 | 中村信悟             | 1998年12月16日 - 2001年03月26日 | 防大17期                | 陸上幕僚監部教育訓練部訓練課長                                       | 東北方面総監部幕僚副長                                        |
| 22 | 國分政夫             | 2001年03月27日 - 2002年03月21日 | 防大13期                | 陸上自衛隊関東補給処古河支処長                                       | 陸上自衛隊施設学校長 兼 勝田駐屯地司令                        |
| 23 | 増田憲二             | 2002年03月22日 - 2005年01月11日 | 防大16期                | 第6師団司令部幕僚長                                                  | 自衛隊体育学校長                                              |
| 24 | 堀口英利             | 2005年01月12日 - 2006年08月03日 | 防大23期                | 陸上幕僚監部教育訓練部 教育訓練計画課長                              | 東部方面総監部幕僚副長                                        |
| 25 | 川又弘道             | 2006年08月04日 - 2008年07月31日 | 防大25期                | 陸上幕僚監部防衛部 情報通信・研究課長                                | 北部方面総監部幕僚副長                                        |
| 26 | 白井純夫             | 2008年08月01日 - 2010年07月25日 | 防大21期                | 陸上自衛隊施設学校副校長 兼 企画室長 →2009年3月24日 陸将補昇任       | 第3師団副師団長 兼 千僧駐屯地司令                             |
| 27 | 秋山淳               | 2010年07月26日 - 2013年08月21日 | 防大23期                | 自衛隊兵庫地方協力本部長 →2010年12月21日 陸将補昇任                  | 退職                                                          |
| 28 | 池田安一郎           | 2013年08月22日 - 2015年08月03日 | 防大25期                | 北部方面施設隊長 兼 南恵庭駐屯地司令                                 | 退職                                                          |
| 29 | 腰塚浩貴             | 2015年08月04日 - 2017年07月31日 | 防大32期                | 西部方面総監部人事部長                                               | 陸上自衛隊施設学校長 兼 勝田駐屯地司令                        |
| 30 | 德永勝彦             | 2017年08月01日 - 2018年07月31日 | 防大36期                | 陸上幕僚監部装備計画部 装備計画課長                                  | 陸上自衛隊教育訓練研究本部 研究部長                           |
| 31 | 外屋寿郎             | 2018年08月01日 - 2020年12月21日 | 防大30期                | 中部方面総監部総務部長                                               | 退職                                                          |
| 32 | 圓林栄喜             | 2020年12月22日 - 2022年12月22日 | 防大35期                | 西部方面総監部人事部長                                               | 陸上自衛隊施設学校長 兼 勝田駐屯地司令                        |
| 33 | 黒羽明               | 2022年12月23日 - 2024年12月19日 | 防大39期                | 第9師団司令部幕僚長                                                  | 第10師団副師団長 兼 守山駐屯地司令                            |
| 34 | 野村和弘             | 2024年12月20日 -                | 名古屋大学 平成8年卒    | 東部方面総監部防衛部長                                               |                                                               |

## 警備隊区
- 角田市、白石市、亘理町、山元町、柴田町、村田町、川崎町、大河原町、蔵王町、丸森町、七ヶ宿町[6]